# Harvey Mansfield
Harvey Claflin Mansfield Jr., född 21 mars 1932, är en amerikansk politisk filosof. Han är professor vid Harvard University, där han har undervisat sedan 1962. Han är känd för sin allmänt konservativa hållning i politiska frågor.
Mansfield är författare av studier om samt översättningar av framstående politiska filosofer som Aristoteles, Edmund Burke, Niccolò Machiavelli, Alexis de Tocqueville och Thomas Hobbes. Han har framhållit Leo Strauss som den moderne tänkare som har utövat störst inflytande över hans egen politiska filosofi. Bland hans mest anmärkningsvärda före detta studenter återfinns Tom Cotton, Alan Keyes, Mark Lilla och Francis Fukuyama.

## Biografi
Mansfield har varit på Harvard sedan sin egen studenttid 1949 och började arbeta på fakulteten 1962. Han fick sin filosofie kandidat vid Harvard 1953 och tog sedan sin doktorsexamen från Harvard 1961. Han har också tjänstgjort i USA:s armé i Virginia och Frankrike. Han var gift med Delba Winthrop, med vilken han översatte och var medförfattare till verk av Alexis de Tocqueville. Delba gick bort i cancer år 2006.

## Politisk filosofi

### A Student's Guide to Political Philosophy
I sin bok A Student's Guide to Political Philosophy (2001) spårar Mansfield den politiska filosofins historia till "de stora böckerna" skrivna av Platon, Aristoteles, Locke, Rousseau och andra av "högsta rank".
Mansfield betonar kopplingen mellan politik och politisk filosofi, men han hittar inte politisk filosofi inom statsvetenskapen, som för honom är en motståndare till politisk filosofi och "apar efter" naturvetenskaperna. Ur Mansfields synvinkel ersätter statsvetenskapen ord som "gott", "rättvist" och "ädelt" med andra ord som "nytta" eller "preferenser". Termerna är avsedda att vara neutrala, men som ett resultat av statsvetarens påstådda förändring av roll från domare till så kallad "ointresserad observatör" kan en sådan "vetenskapsman" inte avgöra vems argument som är bäst, eftersom han eller hon faller offer för relativism, som enligt Mansfield är "en sorts lat dogmatism".
I sitt verk skriver Mansfield att statsvetenskapen revolterade mot politisk filosofi under 1600-talet och förklarade sig separat i den positivistiska rörelsen i slutet av 1800-talet. "I dag sägs politisk vetenskap ofta vara 'beskrivande' eller 'empirisk' och behandla fakta", skriver han, "medan politisk filosofi kallas 'normativ' eftersom den uttrycker värderingar. Men dessa termer upprepar bara i mera abstrakt form skillnaden mellan statsvetenskap, som söker enighet, och politisk filosofi, som söker det bästa."
Politisk filosofi och statsvetenskap är, enligt Mansfield, två distinkta former av politisk filosofi – den ena modern och den andra antik. Det enda sättet att förstå modern statsvetenskap och dess antika alternativ fullt ut, betonar han, är att fördjupa sig i den politiska filosofins historia och att studera den tradition som har överlämnats genom århundradena. Modern statsvetenskap, skriver han, känner sig inte förpliktigad att undersöka sina rötter och kanske rentav förringar ämnet som om det inte kunde vara av någon verklig betydelse, men "vårt resonemang visar att den politiska filosofins historia krävs för att förstå dess innehåll".

### Taming the Prince
I sin bok Taming the Prince (1989) spårar Mansfield den moderna doktrinen om den verkställande makten till Niccolò Machiavelli. Han hävdar att den verkställande makten måste tämjas för att bli förenlig med liberal konstitutionalism.

## Åsikter

### Västerländsk civilisation
Som svar på mångkulturalism på universiteten har Mansfield betonat vikten av att bevara och undervisa i kurser om västerländsk kultur. Mansfield menar att det är viktigt att förstå den västerländska kulturen eftersom böckerna som förklarar den handlar om problem som är förknippade med vad det innebär att vara människa.

### Könsroller och jämställdhet
I sin bok Manliness (2006) försvarade Mansfield en måttligt konservativ förståelse av könsroller och beklagade förlusten av manlighetens dygd i ett "könsneutralt" samhälle. I en intervju med The New York Times definierade han begreppet kortfattat som "självförtroende i en risksituation" och sade att "en manlig man måste veta vad han gör". I boken stödjer han sitt argument på hänvisningar till så olika auktoriteter som Homeros, Platon, Aristoteles, Rudyard Kipling och Ernest Hemingway. I hans argument är manlighet relaterad till självsäkerhet (assertiveness), det vill säga "beslutsamhet utan fullständig kunskap". I en intervju sade Mansfield:
| ” | Det jag skrev var ett blygsamt försvar av manlighet, med tonvikt på blygsamt eftersom manlighet kan vara både dålig och bra. Inte alla som tar risker förtjänar att få dem att utfalla till sin fördel, så manlighet är, tror jag, ansvarig för mycket ondska. Man kan säga att terrorister är manliga: de är villiga att riskera sina liv för en princip de tror på. | „ |